# محمد فاروق النبهان
محمد فاروق النبهان كاتب وأستاذ جامعي سوري وُلد بمدينة حلب عام 1940، وتخرج في كلية الشريعة بجامعة دمشق عام 1962، ثم حصل على درجة الماجستير من كلية الآداب بجامعة القاهرة عام 1965 عن أطروحة له بعنوان «القروض الاستثمارية وموقف الإسلام منها»، ثم حصل على درجة الدكتوراة من كلية دار العلوم بجامعة القاهرة عام 1968 عن أطروحة له بعنوان «الاتجاه الجماعي في التشريع الاقتصادي الإسلامي».

## مسيرته المهنية
عمل محمد فاروق النبهان عقب تخرجه من الجامعة مدرساً بجامعة الإمام محمد بن سعود بالرياض في الفترة ما بين عامي 1966 و1968، وتدرج في المناصب الأكاديمية فكان مدرساً بكلية التربية بجامعة الملك سعود بدءاً من عام 1969 وحتى 1970، ثم مدرساً بكلية الحقوق بجامعة الكويت في الفترة ما بين عامي 1970 و1977.
انضم الدكتور محمد فاروق النبهان إلى مجلس جامعة القرويين بمدينة فاس بالمغرب، وكان عضواً باللجنة الوطنية العليا للثقافة المغربية، ثم عُيّن مديراً لدار الحديث الملكية الحسنية بدءاً من عام 1977 وحتى عام 2000، وهي ؤسسة علمية مختصة بالبحث والدراسة في مجال الدراسات الإسلامية، كما أنه عضو بالأكاديمية الملكية المغربية منذ عام 1984، وعضو بالمجمع الملكي الأردني للفكر الإسلامي بعمان.

### المؤتمرات
شارك الدكتور محمد فاروق النبهان بعدد من المؤتمرات العربية والعالمية، ومن أهمها:
- مؤتمرات المجلس الأعلى للشؤون الإسلامية بالقاهرة
- الملتقى الإسلامي العالمي التاسع، والذي عُقد بمدينة تلمسان في الجزائر عام 1975.
- الملتقى الإسلامي العالمي العاشر، والذي عُقد بمدينة القسطنطينية في الجزائر عام 1976.
- المؤتمر العالمي الأول للاقتصاد الإسلامي، والذي عُقد بمدينة مكة المكرمة بالمملكة العربية السعودية عام 1976.
- مؤتمر العالم الإسلامي والمتغيرات، والذي عقد بمركز المؤتمرات على بحيرة كومو بشمال ايطاليا عام 1976.
- مؤتمر البيعة والخلافة، والذي عُقد بمدينة العيون بالمغرب عام 1983.
- مؤتمر الإسلام الاقتصادي العالمي، والذي عُقد بالعاصمة البلجيكية بروكسيل عام 1984.
- مؤتمر المنظمة العربية للدفاع الاجتماعي، والذي عُقد بمدينة الرباط بالمغرب في 22 أكتوبر 1987 تحت عنوان «نحو إستراتيجية عربية للدفاع الاجتماعي».
- مؤتمر الجامعة الشتوية، والذي عثقد بمدينة ايفران بالمغرب في فبراير عام 1988.
- مؤتمر مستقبل العالم الإسلامي الثقافي، والذي نظمته جامعة القرويين بالتعاون مع منظمة الإيسيسكو في الفترة ما بين يومي 5 و7 نوفمبر عام 1992.
- مؤتمر الدراسات الإسلامية عند غير العرب، والذي نظمته رابطة الجامعات الإسلامية بالقاهرة في الفترة ما بين يومي 20 و22 مارس عام 1997.

## أعماله ومؤلفاته
ألف الدكتور محمد فاروق النبهان العديد من المؤلفات والدراسات كما شارك في تأليف عدد من الكتب المتخصصة في الدراسات الإسلامية والاقتصاد الإسلامي، وفيما يلي بعضا من أهم المؤلفات والدراسات:

### المؤلفات
- القوانين الإجتماعية عند ابن خلدون: أصدر عن مؤسسة الرسالة للنشر والتوزيع ببيروت، ويقع الكتاب في نحو 272 صفحة.
- الإتجاه الجماعي في التشريع الإقتصادي الإسلامي: صدر عام 1985 عن مؤسسة الرسالة للطباعة والنشر والتوزيع ببيروت.[2]
- أبحاث إسلامية: صدر عام 1986 عن مؤسسة الرسالة للطباعة والنشر والتوزيع ببيروت.[3]
- أبحاث في الاقتصاد الإسلامي: صدر عام 1988 عن مؤسسة الرسالة للنشر والتوزيع ببيروت، ويقع الكتاب في نحو 134 صفحة.
- ابحاث في الاقتصاد الإسلامي: صدر عام 1988 عن مؤسسة الرسالة للطباعة والنشر والتوزيع ببيروت.[4]
- القروض الاستثمارية ومواقف الإسلام منها: صدر عام 1989 عن دار البحوث العملية للنشر والتوزيع.[5]
- الفكر الخلدوني من خلال المقدمة: صدر عن مؤسسة الرسالة للطباعة والنشر والتوزيع ببيروت.[6]
- تأملات في الفكر الاسلامى: صدر عن دار القلم العربي للنشر والتوزيع.[7]
- مقدمة في الدراسات القرانية: صدر عا 1995 عن مطبعة فضالة المحمدية.[8]
- مفهوم النفس عند ابن مسكويه: صدر عام 2004 عن دار القلم العربي للنشر والتوزيع.[9]
- الاستشراق (تعريفه ومدارسه وآثاره): صدر عام 2012 عن المنظمة الإسلامية للتربية والعلوم والثقافة، ويقع الكتاب في نحو 96 صفحة.[10][11]

### الدراسات والأبحاث
- الإسلام والمسؤوليات الاقتصادية للدولة المعاصرة: بحث قدمه خلال المؤتمر العالمي الأول للاقتصاد الإسلامي، والذي عُقد بمدينة مكة المكرمة بالمملكة العربية السعودية عام 1976.
- مستقبل التقنين من الفقه الإسلامي: قدم البحث خلال فعاليات مؤتمر العالم الإسلامي والمتغيرات، والذي عقد بمركز المؤتمرات على بحيرة كومو بشمال إيطاليا عام 1976.
- عقد الإمامة في الفكر السياسي الإسلامي: قدم البحث خلال فعاليات مؤتمر البيعة والخلافة، والذي عُقد بمدينة العيون بالمغرب عام 1983.
- نظرة مشرقية إلى المغرب العربي الموحد: قدم البحث خلال فعاليات مؤتمر الجامعة الشتوية، والذي عثقد بمدينة ايفران بالمغرب في فبراير عام 1988.

### مقالات
- خصوصية النظام السياسي في المغرب: نُشر على صفحات العدد 288 من مجلة دعوة الحق التي تصدرها وزارة الأوقاف المغربية في مارس 1992.[12]

## كُتب عنه
صدر في عام 2016 كتاب بعنوان «صفحات مضيئة من حياة العلامة محمد فاروق النبهان» للكاتب محمد ابن عزوز.

## روابط خارجية
الموقع الرسمي للدكتور محمد فاروق النبهان